# Horloge de Bornholm

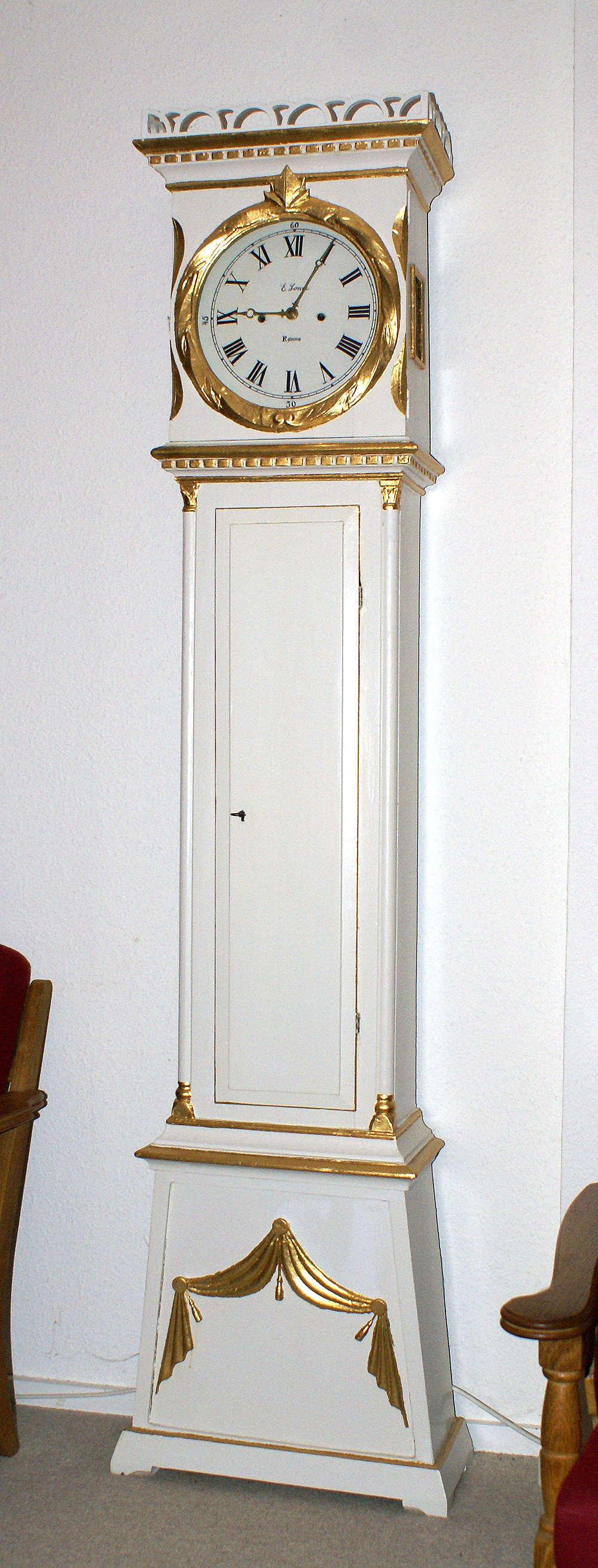
Une horloge de Bornholm fabriquée à Rønne, datant de la fin du XVIIIe siècle.

L'horloge de Bornholm (Bornholmerure, en danois) est un type d'horloge à pendule en bois, dite horloge de parquet, fabriqué entre les années 1745 et 1900 sur l'île de Bornholm, au Danemark.
L'origine de ces horloges remonterait à 1744. Cette année-là, un navire hollandais s'échoua sur la côte près de Rønne. Cinq horloges de parquet de fabrication anglaise furent récupérées, restaurées et étudiées par des artisans locaux, qui en apprirent suffisamment pour les imiter. Une industrie locale se développa, qui exporta sa production au Danemark et dans toute l'Europe.
Une importante collection de ces horloges est exposée au musée de Bornholm à Rønne, où l'on peut voir aussi la reconstitution d'un atelier d'horloger.